# Jos
Jos es una ciudad en la zona central de Nigeria y es la capital administrativa del estado de Plateau. Se encuentra en la meseta de Jos, a una altitud de unos 1.238 metros sobre el nivel del mar. Durante el régimen colonial británico fue un importante centro para la minería de estaño. En los últimos años ha sufrido violentos enfrentamientos religiosos entre la población musulmana y cristiana en 2001, 2008 y 2010. Su presidente está tratando de erradicar por estos disturbios.

## Historia
Los primeros fueron los nigerianos conocidos fueron los Nok (alrededor de 3000 aC), los cuales eran artesanos de toda el área de Jos, que desaparecieron misteriosamente un milenio más tarde.
Según el historiador, Sen Luka Gwom Zangabadt, el área conocida como Jos hoy fue habitada por tribus aborígenes que eran en su mayoría agricultores y de acuerdo a Billy J. Dudley, el colonialismo británico utilizó los gobiernos directos de las tribus en la meseta de Jos, ya que no estaban bajo el control del emirato fulani donde el gobierno indirecto se utilizó, según el historiador Samuel N Nwabara, el Imperio Fulani poseían la mayor parte del norte de Nigeria, excepto la provincia de Plateau.
El descubrimiento de estaño por parte de los británicos llevaron a la llegada de otras tribus como los igbo, urhobo, y yoruba por lo que Jos es una ciudad cosmopolita. De acuerdo con el Libro Blanco de la comisión de investigación sobre la crisis de 1994, Ames el administrador británico durante la época colonial, dijo que el nombre original de Jos fue Gwosh que era un pueblo situado en el sitio actual de la ciudad, de acuerdo con Ames el mal pronunciamiento de Gwosh dio como resultado Jos, Otra versión es que "Jos" era un acrónimo de la palabra "Jasad" que significa Cuerpo para distinguirla de la cimas de las montañas("Jas"), que fue mal pronunciado por los británicos como "Jos", tenga en cuenta que, el pueblo de Gwash a 22 km al este de la actual Jos. (Una etimología alternativa es que "Jos" es un acrónimo de Jesús, nuestro Salvador, establecida por los misioneros.)
Jos creció rápidamente después que los británicos descubrieron grandes depósitos de estaño en los alrededores. Tanto el estaño y la columbita fueron explotadas ampliamente en la zona hasta la década de 1960. Ellos fueron transportados por ferrocarril tanto a Port Harcourt y como a Lagos en la costa. Jos a menudo se le conoce como "Tin City". En 1967 se hizo capital de Benue-estado de Plateau, convirtiéndose en la capital del nuevo Estado de Plateau en 1975.
Jos se ha convertido en un importante centro administrativo, comercial y turístico. Las minas de estaño han dado lugar a la afluencia de inmigrantes, sobre todo igbos, yorubas y los europeos, que constituyen más de la mitad de la población de Jos. Este "crisol "de la raza, la etnicidad y la religión hace de Jos una de las ciudades más cosmopolitas de Nigeria. Por tal razón, el estado de Plateau, en Nigeria se conoce como la "casa de la paz y el turismo". A pesar de ello, en el 2001, la ciudad fue testigo de violentos disturbios entre la población musulmana y cristiana en la que varios miles de personas murieron. En el 2004, el exgobernador del estado de Plateau, Joshua Dariye, fue suspendido por seis meses por no controlar la violencia. En noviembre de 2008, los enfrentamientos entre cristianos y musulmanes cobraron la vida de casi 400 personas y dejó muchos heridos. A pesar de los enfrentamientos entre las comunidades, los visitantes se sorprenden de la cantidad de actividades que existen todavía en la ciudad, los gastos de alojamiento y de la tierra siguen subiendo, esto demuestra que la ciudad sigue siendo una de las ciudades más deseables en Nigeria, con o sin enfrentamientos entre las comunidades.

## División administrativa
La ciudad está dividida en tres áreas de Jos norte, Jos sur y Jos este.Propiamente la ciudad se encuentra entre Jos norte y Jos sur.En Jos este está el prestigioso Centro Nacional de Teledetección. Jos norte es la zona donde la mayoría de las actividades comerciales del Estado se llevan a cabo aunque debido a los recientes enfrentamientos una gran cantidad de actividades comerciales se están desplazando a Jos sur. En Jos sur se encuentra la sede del Gobierno del Estado, es decir la Casa de Gobierno en Rayfield, esto hace que Jos sur la capital de facto del estado de Plateau. En Jos sur también están situadas prestigiosas instituciones como el Instituto Nacional de Políticas y Estudios Estratégicos (NIPSS), la más alta institución titulación académica en Nigeria, el Instituto de Investigación Nacional Vertenary, la escuela de policía, el colegio de televisión NTA y la Corporación de Cine de Nigeria. En Jos norte está ubicada la Universidad de Jos y su ciudad hospital. La enseñanza ha formado una aglomeración en la ciudad de Bukuru para formar la ciudad de Jos-Bukuru.

## Geografía y clima
Con una altitud de 1.217 metros sobre el nivel del mar, Jos goza del clima más templado de gran parte del resto de Nigeria (rango de temperaturas medias mensuales de 21 ° a 25 °C), a partir de mediados de noviembre a finales de enero, las temperaturas nocturnas suelen caer a 11 grados centígrados.Hay presencia de granizo durante la temporada de lluvias debido al clima frío de altura. Estas temperaturas frías han hecho que desde tiempos coloniales hasta nuestros días, a Jos un lugar de vacaciones de turistas y expatriados con sede en Nigeria. Situada casi en el centro geográfico de Nigeria y alrededor de 179 km de Abuya, la capital del país, Jos está conectada por carretera, ferrocarril y aire con el resto del país.

## Lugares de interés
El gobierno estatal está realizando grandes proyectos de construcción de carreteras, muy necesarias, ya que la ciudad se ha extendido considerablemente, hasta llegar a Bukuru y conformar la metrópolis Jos-Bukuru.
En la ciudad se ubica la Universidad de Jos (fundada en 1975), la catedral San Lucas, un aeropuerto y una estación de tren. Además, es atendida por varios hospitales universitarios, como el ECWA Evangel Hospital y el Hospital Universitario de Jos (JUTH), un hospital de referencia financiado por el Gobierno Federal.
El Museo Nacional de Jos fue fundado en 1952 por Bernard Fagg y se ubica junto al parque zoológico. A pesar de haber sido reconocido como uno de los mejores del país, se le ha dejado caer en la ruina debido a la falta de apoyo económico por parte de las autoridades, como les sucede a la mayoría de los establecimientos culturales en Nigeria. Merece la pena destacar su sala de la Cerámica, con una excepcional colección de cerámica finamente elaborada. El museo cuenta también con algunos ejemplares de cabezas de terracota Nok y con artefactos datados entre el 500 a. C. y el 200 d. C. Entre sus instalaciones cabe mencionar el Museo de Arquitectura Tradicional de Nigeria, con réplicas de tamaño natural de una variedad de edificios, de las paredes de Kano y de la Mezquita de Zaria; así como las salas que exponen interesantes objetos de la época colonial, relacionados principalmente con el ferrocarril y la minería de estaño. Adjunta al museo se ubica una escuela para formar a técnicos en museos, creada con la ayuda de la Unesco. 
Jos cuenta con una variada infraestructura de entretenimiento y que permite practicar distintos deportes: tiene dos campos de golf (el Rayfield y el Plateau), además de un club de polo y un estadio.
La Hillcrest School también se encuentra en Jos. Lleva funcionando desde 1942 y acoge a una gran población de estudiantes internacionales.
El Parque Natural de Jos es otro de los atractivos de la zona. Cubre aproximadamente 8 kilómetros cuadrados de arbustos de la sabana. Los visitantes pueden ver animales que van desde los leones, a las pitones y los hipopótamos pigmeos.
Otras empresas locales incluyen el procesamiento de alimentos, fabricación de cerveza y la fabricación de cosméticos, jabón, cuerdas, sacos de yute, y muebles. La industria pesada produce cemento y asbesto, piedras machacadas, acero laminado, y neumáticos. Jos también es un centro para la industria de la construcción y tiene imprentas y editoriales. La presa de Jos-Bukuru y el embalse del río Shen proporcionan agua para las industrias de la ciudad.
El aeropuerto de Jos está situado en Heipang, y tiene uno de los edificios más modernos del país.
Jos es una base ideal para explorar la belleza del estado de Plateau. Las colinas de Shere, al este de Jos, ofrecen una vistas imponentes de la ciudad a sus pies. Assop Falls es una pequeña cascada que en la que muchos viajeros, que hacen la ruta de Jos a Abuya, se detienen a descansar. Riyom Rock es una espectacular y fotogénica pila de rocas, que se equilibran de manera precaria, una encima de la otra, con una que se asemeja a un sombrero de payaso, que se puede observar desde la carretera principal de Jos a Akwanga.